# João Manuel de Lemos Santos
João Manuel de Lemos Santos, mais conhecido apenas como João de Lemos (Castelo Branco, 12 de Maio de 1951 - Lisboa, 30 de Outubro de 2022), foi um médico português.

## Biografia
Nasceu em 12 de Maio de 1951, na cidade de Castelo Branco, mas ainda durante a infância a família mudou-se para Beja.
Voltou a Beja após ter concluído os estudos de medicina, tendo-se fixado naquela cidade como médico. Trabalhou em várias instituições locais, como o Centro de Saúde de Beja, onde chegou ao posto de director, a Administração Regional de Saúde do Alentejo e a Cruz Vermelha Portuguesa, onde foi vice-presidente. É considerado como um dos primeiros responsáveis pela instalação do Serviço Nacional de Saúde no Baixo Alentejo. Colaborou igualmente nas estruturas regionais de combate à sida, e ensinou no Instituto de Ciências Psicológicas, Sociais e da Vida e na Escola Superior de Saúde do Instituto Politécnico de Beja. Em Julho de 1999, foi entrevistado pelo jornal Público como responsável da Sub-Região da Administração Regional de Saúde, devido à ausência do único médico no concelho de Barrancos durante um período de duas semanas, tendo João Lemos respondido que não tinha pessoal disponível para o substituir, e aconselhou a autarquia a construir uma piscina e os utentes a adquirirem ventoinhas para combaterem o excesso de calor, e a contratar um autocarro para transportar os doentes a Moura. Esta resposta foi duramente criticada pelo presidente da Câmara Municipal de Barrancos, António Tereno, e pela divisão de Beja do Partido Comunista Português, que exigiu a demissão de João Lemos daquele posto, alegando que tinha ofendido a dignidade dos alentejanos, demonstrando que «não tinha condições para se manter no cargo».
Também foi um partidário do Bloco de Esquerda, tendo em várias ocasiões integrado as listas autárquicas da divisão do partido em Beja.
Faleceu em 30 de outubro de 2022, aos 71 anos de idade, na cidade de Lisboa, onde estava a ser alvo de tratamentos de saúde. Na sequência da sua morte, a divisão de Beja do Bloco de Esquerda emitiu uma nota de pesar, onde o classificou como um «Médico competente, atencioso e, sobretudo, humano, desempenhou a profissão no Alentejo que adotou como seu, e em Angola, onde exerceu enquanto Cooperante. Dessa experiência muito rica do ponto de vista técnico e humana, sempre falou com muito carinho», acrescentando que se destacou «pela sua competência, fosse em Beja ou na Mina de S Domingos».